# Wahlen zum Senat der Vereinigten Staaten 1832 und 1833
Die Wahlen zum Senat der Vereinigten Staaten 1832 und 1833 zum 23. Kongress der Vereinigten Staaten fanden zu verschiedenen Zeitpunkten statt. Die Wahlen fanden parallel zur Präsidentschaftswahl 1832 statt, in der Andrew Jackson wiedergewählt wurde. Vor der Verabschiedung des 17. Zusatzartikels wurden die Senatoren nicht direkt gewählt, sondern von den Parlamenten der Bundesstaaten bestimmt.
Zur Wahl standen die 16 Sitze der Senatoren der Klasse I, die 1826 und 1827 für eine Amtszeit von sechs Jahren gewählt worden oder später nachgerückt waren. Zusätzlich fanden für einen dieser Sitze sowie drei der anderen beiden Klassen Nachwahlen statt, bei denen die Anhänger Präsident Jacksons einen Sitz gewinnen konnten.
Von den 16 regulär zur Wahl stehenden Sitzen waren neun von Anhängern Präsident Jackson besetzt, aus denen sich die Demokratische Partei bildete, sieben von seinen Gegnern (auch National Republican Party). Sieben Amtsinhaber wurden wiedergewählt, drei Gegner Jacksons und vier seiner Anhänger, von letzteren wechselte einer jedoch ins Lager der Gegner. Einen Sitz konnten die Anhänger Jacksons halten, zwei seine Gegner, jeweils zwei Sitze wechselten von der einen Faktion zur anderen. Zwei Sitze gingen der Jackson-Faktion verloren, weil die Parlamente von Mississippi und Pennsylvania keine Senatoren gewählt hatten. Bei Nachwahlen konnten die Gegner Jacksons einen der vakanten Sitze gewinnen. Damit verlor die Jackson-Faktion ihre Mehrheit, die am Ende des 22. Kongresses bei 24 gegen 22 Jacksonians und einem Nullifier gelegen hatte, im neuen Kongress saßen zunächst 26 Anti-Jacksonians, 19 Jacksonians und zwei Nullifier. Kurz vor Jahresende vergrößerte die Nachwahl in Pennsylvania die Zahl der Jacksonians auf 20.
Zu Veränderungen nach der Wahl siehe auch Liste der Mitglieder des Senats im 23. Kongress der Vereinigten Staaten.

## Übersicht

### Wahlen während des 22. Kongresses
Die Gewinner dieser Wahlen wurden vor dem 4. März 1833 in den Senat aufgenommen, also während des 22. Kongresses.
| Staat          | Amtierender Senator   | Partei               | Nachwahl   | Datum         | Ergebnis                     | Neuer Senator    |
| -------------- | --------------------- | -------------------- | ---------- | ------------- | ---------------------------- | ---------------- |
| Indiana        | Robert Hanna, ernannt | Anti-Jackson-Faktion | Klasse I   | 3. Jan. 1832  | Zugewinn Jackson-Faktion     | John Tipton      |
| New York       | William L. Marcy      | Jackson-Faktion      | Klasse III | 4. Jan. 1833  | von Jackson-Faktion gehalten | Silas Wright     |
| South Carolina | Robert Y. Hayne       | Nullifier            | Klasse II  | 29. Dez. 1832 | von Nullifiern gehalten      | John C. Calhoun  |
| Virginia       | Littleton W. Tazewell | Jackson-Faktion      | Klasse II  | 10. Dez. 1832 | von Jackson-Faktion gehalten | William C. Rives |

- ernannt: Senator wurde vom Gouverneur als Ersatz für einen ausgeschiedenen Senator ernannt, Nachwahl nötig.

### Wahlen zum 23. Kongress
Die Gewinner dieser Wahlen wurden am 4. März 1833 in den Senat aufgenommen, also bei Zusammentritt des 23. Kongresses. Alle Sitze dieser Senatoren gehören zur Klasse I.
| Staat         | Amtierender Senator | Partei               | Datum          | Ergebnis                                     | Neuer Senator          |
| ------------- | ------------------- | -------------------- | -------------- | -------------------------------------------- | ---------------------- |
| Connecticut   | Samuel A. Foot      | Anti-Jackson-Faktion | 1832           | von Anti-Jackson-Faktion gehalten            | Nathan Smith           |
| Delaware      | Arnold Naudain      | Anti-Jackson-Faktion | 1832           | wiedergewählt                                | Arnold Naudain         |
| Indiana       | John Tipton         | Jackson-Faktion      | 1832           | wiedergewählt                                | John Tipton            |
| Maine         | John Holmes         | Anti-Jackson-Faktion | 23. Jan. 1833  | Zugewinn Jackson-Faktion                     | Ether Shepley          |
| Maryland      | Samuel Smith        | Jackson-Faktion      | 1833           | Zugewinn Anti-Jackson-Faktion                | Joseph Kent            |
| Massachusetts | Daniel Webster      | Anti-Jackson-Faktion | 1833           | wiedergewählt                                | Daniel Webster         |
| Mississippi   | John Black, ernannt | Jackson-Faktion      | 1832 oder 1833 | Verlust Jackson-Faktion                      | vakant                 |
| Missouri      | Thomas H. Benton    | Jackson-Faktion      | 1833           | wiedergewählt                                | Thomas H. Benton       |
| New Jersey    | Mahlon Dickerson    | Jackson-Faktion      | 1833           | Zugewinn Anti-Jackson-Faktion                | Samuel L. Southard     |
| New York      | Charles E. Dudley   | Jackson-Faktion      | 1833           | von Jackson-Faktion gehalten                 | Nathaniel P. Tallmadge |
| Ohio          | Benjamin Ruggles    | Anti-Jackson-Faktion | 1833           | Zugewinn Jackson-Faktion                     | Thomas Morris          |
| Pennsylvania  | George M. Dallas    | Jackson-Faktion      | 1832 oder 1833 | Verlust Jackson-Faktion                      | vakant                 |
| Rhode Island  | Asher Robbins       | Anti-Jackson-Faktion | 1833           | wiedergewählt                                | Asher Robbins          |
| Tennessee     | Felix Grundy        | Jackson-Faktion      | 1833           | wiedergewählt                                | Felix Grundy           |
| Vermont       | Horatio Seymour     | Anti-Jackson-Faktion | 1833           | von Anti-Jackson-Faktion gehalten            | Benjamin Swift         |
| Virginia      | John Tyler          | Jackson-Faktion      | 1833           | wiedergewählt, Zugewinn Anti-Jackson-Faktion | John Tyler             |

- wiedergewählt: ein gewählter Amtsinhaber wurde wiedergewählt.

### Wahlen während des 23. Kongresses
Die Gewinner dieser Wahlen wurden nach dem 4. März 1833 in den Senat aufgenommen, also während des 23. Kongresses.
| Staat          | Amtierender Senator    | Partei               | Nachwahl   | Datum         | Ergebnis                          | Neuer Senator       |
| Georgia        | George Troup           | Jackson-Faktion      | Klasse III | 21. Nov. 1833 | von Jackson-Faktion gehalten      | John Pendleton King |
| Louisiana      | Josiah S. Johnston     | Anti-Jackson-Faktion | Klasse III | 1833          | von Anti-Jackson-Faktion gehalten | Alexander Porter    |
| Mississippi    | vakant                 | vakant               | Klasse I   | 22. Nov. 1833 | Zugewinn Anti-Jackson-Faktion     | John Black          |
| Missouri       | Alexander Buckner      | Jackson-Faktion      | Klasse III | 1833          | von Jackson-Faktion gehalten      | Lewis F. Linn       |
| New York       | William L. Marcy       | Jackson-Faktion      | Klasse III | 1833          | von Jackson-Faktion gehalten      | Silas Wright        |
| Pennsylvania   | vakant                 | vakant               | Klasse I   | 7. Dez. 1833  | Zugewinn Jackson-Faktion          | Samuel McKean       |
| South Carolina | Stephen Decatur Miller | Nullifier            | Klasse III | 26. Nov. 1833 | von Nullifiern gehalten           | William C. Preston  |

## Einzelstaaten
In allen Staaten wurden die Senatoren durch die Parlamente gewählt, wie durch die Verfassung der Vereinigten Staaten vor der Verabschiedung des 17. Zusatzartikels vorgesehen. Das Wahlverfahren bestimmten die Staaten selbst, es war daher von Staat zu Staat unterschiedlich. Teilweise ergibt sich aus den Quellen nur, wer gewählt wurde, aber nicht wie.
Im Gefolge der Präsidentschaftswahl 1824 löste sich das First Party System auf. Die Föderalistische Partei zerfiel, die Republikanischen Partei, die zur Unterscheidung von der 1854 gegründeten Grand Old Party meist als Demokratisch-Republikanische Partei oder Jeffersonian Republicans bezeichnet wird, zerfiel in Faktionen, von denen die Faktion der Anhänger Andrew Jacksons und die seiner Gegner länger Bestand hatten. In den folgenden Jahren entwickelte sich daraus das Second Party System: Aus der Jackson-Faktion wurde die bis heute bestehende Demokratische Partei, aus der Anti-Jackson-Faktion entstand zunächst die National Republican Party, später die United States Whig Party. Zeitweise war auch die im Wesentlichen auf South Carolina beschränkte Nullifier Party im Senat vertreten.